# Fanny Arthur Robinson
Fanny Arthur Robinson (septembre 1831 - 31 octobre 1879) est une pianiste, professeur de musique et compositrice anglaise qui fait la plupart de sa carrière à Dublin, en Irlande.

## Biographie
Fanny Robinson est née à Southampton. Elle étudie le piano à Londres avec William Sterndale Bennett et Sigismund Thalberg. Elle joue en février 1849 à Dublin, où elle rencontre son futur mari Joseph Robinson (en), chef d'orchestre, compositeur et choriste à la cathédrale Saint-Patrick. Ils se marient le 17 juillet 1849. Elle joue du piano à Londres et à Paris, et, en 1856, fait ses débuts en Irlande. Elle devient professeur à la Royal Irish Academy of Music la même année. Elle est restée active en tant que pianiste et compositrice jusqu'à sa mort précoce, à Dublin, en 1879.
Robinson est l'une des rares femmes compositrice de son époque dont les œuvres ont été publiées et jouées. Sa cantate God is Love est son œuvre la plus jouée de son vivant ; occasionnellement des extraits étaient joués comme hymnes dans les cathédrales de Dublin. Sa musique pour piano est typique de la musique victorienne de son époque : très mélodique, simple dans sa forme harmonieuse, mais attrayante et bien écrite pour son instrument. Typique de l'époque victorienne, ses œuvres n'étaient pas publiées sous le nom de Fanny Robinson mais sous le nom de Mme Joseph Robinson.
Sa vie a été assombrie par la dépression. Elle meurt à l'âge de 48 ans.

## Œuvres
- God is Loce, cantate pour chœur mixte (c.1869)

### Piano
- Sentiments (1853)[4]
- The Haymakers. Caprice pastoral (1855)
- A Dream. Mélodie (1864)
- Constancy. Mélodie (1864)
- Elf Land. Presto scherzando (1864)
- The Hunt. Morceau de salon (1864)
- The Village Fête. Morceau de salon (1864)
- May Morning. Scène (1865)
- Infant Smiles (1868)
- Laughing Water. Rondino (1870)
- Evening Thoughts. Impromptu (1873)
- Hopes and Fears. Allegro brillante (1876)
- The Thrush's Song. Pensée musicale (1877)
- Fête rustique. Morceau de salon (Paris, n.d.)
- Stella. Valse brillante (Dublin, n.d.)
- The Song of the Mill-wheel (Londres, n.d.)

## Enregistrements
- Constance, joué par Alan Etherden (piano), sur : Hunters Moon Promotions HMPCD 0183, CD (1989).